# Redka matrika
Redka matrika (tudi raztresena matrika) je matrika, ki ima elemente, večinoma enake 0 (ima zelo malo elementov, ki so različni od 0).
Izraz je skoval ameriški ekonomist Harry Max Markowitz (rojen 1927).
Redke matrike v glavnem pripadajo šibko povezanim sistemom. Najpogosteje se uporabljajo v znanosti pri reševanju parcialnih diferencialnih enačb. Redke matrike so zelo velike. Poseben problem je računalniško shranjevanje velikih matrik, ki v glavnem vsebujejo same ničle. To se lahko doseže na ta način, da se zapišejo samo lege od nič različnih elementov. 

## Pasovna matrika
Posebni primer redke matrike je pasovna matrika. Pri redki pasovni matriki se lahko definira spodnjo in zgornjo širino pasu. Spodnja širina pasu je najmanjše število {\displaystyle p\!\,} tako, da elementi {\displaystyle a_{ij}\!\,} postanejo enaki 0, ko je {\displaystyle i>j+p\!\,}. Podobno je definirana tudi zgornja pasovna širina. Zgled: tridiagonalna matrika ima zgornjo in spodnjo pasovno širino enako 1.
Zgled redke matrike z zgornjo in s spodnjo pasovno širino 3:
{\displaystyle \left({\begin{smallmatrix}X&X&X&.&.&.&.&\\X&X&.&X&X&.&.&\\X&.&X&.&X&.&.&\\.&X&.&X&.&X&.&\\.&X&X&.&X&X&X&\\.&.&.&X&X&X&.&\\.&.&.&.&X&.&X&\\\end{smallmatrix}}\right)}
Ničle so prikazane s pikami.
S preureditvijo vrstic in stolpcev se lahko dobi matrika z manjšo spodnjo pasovno širino. Znanih je več postopkov iskanja najmanjše pasovne širine. Postopek (algoritem) se imenuje minimizacija pasovne širine.